# Sarah-Jane Sauvegrain
Pour les articles homonymes, voir Sauvegrain.
Sarah-Jane Sauvegrain, née le 25 mars 1988, est une actrice française.
Son incarnation du personnage transgenre d'Alexia dans la série Paris sur Arte la révèle au grand public,.

## Filmographie

### Longs métrages
- 2008 : La Vie au ranch de Sophie Letourneur
- 2012 : Le secret de Loulou d'Éric Omond : doublage de Nina et Captain N
- 2014 : Big House de Jean Emmanuel Godart : Evelyne

### Moyen métrage
- 2014 : Jeunesse short #1 de Matthias Jacquin : Sarah

### Courts métrages
- 2014 : Tu tues de Matthias Jacquin : Marion
- 2014 : Le cha du blis de Juliette Seydoux
- 2014 : Tueurs de rêves de Manuel Laurent : Vincent

### Télévision
- 2012 : Ainsi soient-ils (1re saison) de Rodolphe Tissot : Anne-Cécile Chanseaulme
- 2014 : Ainsi soient-ils (2e saison) de Rodolphe Tissot : Anne-Cécile Chanseaulme
- 2013 : Paris de Gilles Bannier : Alexia
- 2017 : Kaboul Kitchen (série, saison 3) : Aurélie
- 2018 : Les Fantômes du Havre de Thierry Binisti
- 2019 : Osmosis
- 2022 : Brad Pitt : La vengeance d'un blond : narratrice

### Publicité
- 2007 : Kelly calèche pour Hermès (voix)[4]

### Documentaires
- 2024 : Enquête sur les trésors enfouis de Notre-Dame de Paris (documentaire ARTE) : narration[5],[6]

## Théâtre
- 2005 : Slogans (avec la Compagnie Bonvoisin) de Bérangère Bonvoisin, Théâtre de la Colline, Paris
- 2007 : 3 soirées pour Roger Vailland, Catherine Gandois, Maison de métallos, Paris
- 2008 : Le premier qui tombe, Catherine Gandois Maison de métallos, Paris
- 2009 : Majestic Louche Palace, Les subsistances, Lyon
- 2012 : Bleuissantes éjaculations (Maurice Maeterlinck) de Jean Damien Barbin
- 2013 : Dans les bas fonds (Maxime Gorki) de Tatiana Spivakova, Conservatoire National
- 2013 : Scène de répertoire atelier masque de Mario Gonzales
- 2013 : Grands et petits (Botho Strauss) de Juliette Sejourne, Théâtre de l'ENS
- 2014 : Fantasia (adaptation libre de Fantasio d'Alfred de Musset) de Sophy Clair David, Théâtre Sylvia Monfort
- 2014 : Ce soir on improvise (Luigi Pirandello) de Nada Strancar, Conservatoire National
- 2014 : L'Illusion comique (Pierre Corneille) de Nada Strancar, Conservatoire National
- 2014 : Les Sacrifiés (Laurent Gaudé) de Vincent Goethals, Conservatoire National
- 2015 : Les Caprices de Marianne (Alfred de Musset) de Frédéric Belier Garcia, Nouveau Théâtre d'Angers
- 2016 : Jimmy Savile de Pierre-Marie Baudoin, Théâtre Monfort
- 2016 : Les Caprices de Marianne (Alfred de Musset) de Frédéric Bélier-Garcia, Théâtre de la Tempête
- 2017 : Never, never, never (Dorothée Zumstein) de Marie Christine Mazzola
- 2017 : Trissotin ou les femmes savantes (Molière) de Macha Makeïeff
- 2017 : L'Héritier de village (Marivaux) de Sandrine Anglade
- 2018 : Alice ou le choix des armes (Stéphanie Chailloux) Scène Thélème
- 2019 : Le Cid (Pierre Corneille) de Sandrine Anglade
- 2019 : La Révolte (Auguste de Villiers de l'Isle-Adam) de Salomé Broussky, Théâtre La Reine Blanche
- 2020 : Passagères (Daniel Besnehard) de Tatiana Spivakova, Théâtre Du Lucernaire
- 2021 : La Tempête (William Shakespeare) de Sandrine Anglade
- 2021 : Alice versus Lewis de Macha Makeieff
- 2022 : Incroyable (Sabryna Pierre) de Marie Christine Mazzola
- 2022 : Au Monde (Clio Van de Walle) de Sébastien Depommier, Lynceus Festival
- 2022 : Frankenstein, n'ai-je pas raison de me lamenter de ce que l'humanité a fait d'elle-même ? (Mary Shelley) de Florian Goetz et Jérémie Sonntag, Les arpenteurs de l’invisible
- 2022 : Le Pain dur (Paul Claudel) de Salomé Broussky
- 2023 : La Tempête de William Shakespeare, mise en scène Sandrine Anglade, Théâtre du Chêne noir (Festival Off d'Avignon)
- 2024 : Un homme qui boit rêve toujours d’un homme qui écoute de Denise Chalem, théâtre 13e Art à Paris